# Mordnacht von Laaber
Bei der Mordnacht von Laaber handelt es sich um ein Verbrechen, das sich am 18. November 1989 ereignete. Die beiden österreichischen Gefängnisausbrecher Helmut B. und Dietmar E. erschossen in einem Gasthaus in Laaber in Bayern vier Menschen, zwei weitere überlebten schwer verletzt. Die Täter flohen nach der Tat und nahmen Geiseln. Bei der Geiselbefreiung auf der A 3 in Hessen kam einer der Täter ums Leben.

## Tathergang
Die beiden späteren Täter brachen vor der Tat, am 13. November 1989, aus einem Gefängnis in Steyr in Österreich aus und entkamen über die Grenze bei Passau nach Bayern, wo sie die A 3 Richtung Frankfurt nahmen. Dort wollten sie eine Bank ausrauben.
Über die Abfahrt Nittendorf verließen sie aber die Autobahn 3, weil das Benzin des Fluchtwagens, ein Honda, den sie zuvor in einem Autohaus in Linz erbeutet hatten, fast aufgebraucht war und sie zudem kein Bargeld für eine neue Tankfüllung hatten. Sie fuhren in das benachbarte Laaber, um einen Raub zu begehen. Dort angekommen, betraten sie zunächst ein Gasthaus, das ihnen aber zu frequentiert erschien. Infolgedessen verließen sie es wieder und suchten ein anderes, in der Nähe befindliches Gasthaus auf, in dem sich nur noch eine Stammtischrunde und eine Kellnerin befanden. Zunächst bestellten die beiden Männer dort nur Getränke und ließen sich an einem Tisch nieder, doch bereits kurz danach bedrohten sie die anderen Gäste mit zwei Glock-Pistolen, die sie zusammen mit über 700 Schuss Munition aus einer Kaserne und aus einem Waffengeschäft in Österreich entwendet hatten.
Als die anderen Anwesenden die Situation zunächst nicht richtig einschätzten und versuchten, auf die beiden Männer einzureden, eröffneten diese das Feuer. Vier der sechs anwesenden Personen wurden getötet, eine weitere Person und die Kellnerin schwer verletzt. Die Täter verließen daraufhin die Gaststätte und flohen mit ihrem Honda.
Wenig später nahmen sie zwei Anhalter aus der Region, die von einem Fußballspiel auf dem Weg nach Hause waren, als Geiseln mit. Die beiden Anhalter ahnten zunächst nichts von der lebensgefährlichen Situation, in der sie sich befanden.
Der Fluchtwagen wurde, nachdem die beiden Täter die Ringfahndung der Polizei mitbekommen hatten, kurzerhand in eine leerstehende Garage gelenkt. Dort ließen die beiden Täter ihre Geiseln zurück, ehe die Polizei eintraf. Zunächst kamen sie in einer Hütte in der Nähe unter, dann drangen die beiden Männer in ein Haus in der Nähe ein und überraschten zwei Frauen samt Kindern bei der Heimkehr.
Eine der Frauen wurde als Geisel genommen und die Täter flohen mit dem Audi der Familie über die A 3 Richtung Westen.
Auf Höhe Erlangen vergewaltigten die Täter die Frau, bevor sie weiterfuhren.
Bei Würzburg konnten Polizisten den Wagen ausfindig machen und verfolgten ihn unerkannt. Die Täter flohen mit ihrer Geisel weiter in Richtung Frankfurt am Main. Kurz vor dem Offenbacher Kreuz in Hessen wurde von der Polizei ein künstlicher Stau erzeugt und es erfolgte der Zugriff durch das hessische SEK. In dem daraufhin entstandenen Beschuss wurde Dietmar E. am Kopf getroffen und verstarb, Helmut B. wurde verletzt überwältigt und festgenommen. Die weibliche Geisel konnte leicht verletzt gerettet werden. Im Jahr zuvor fand das Geiseldrama von Gladbeck statt und eine ähnliche Situation sollte vermieden werden.

## Urteil gegen Helmut B.
Im Jahr 1990 wurde Helmut B. in Regensburg zu lebenslanger Haftstrafe mit anschließender Sicherungsverwahrung verurteilt. Er verbüßte seine Strafe in der Justizvollzugsanstalt Straubing, wo er 2020 verstarb.